# MO Constantine
Mouloudia Olympique Constantinois w skrócie MO Constantine (arab. مولودية أولمبيك قسنطينة) – algierski klub piłkarski z siedzibą w Konstantynie, grający w drugiej, a niegdyś w pierwszej lidze algierskiej.

## Sukcesy
- I liga[1]:
  - mistrzostwo (1): 1991.
  - wicemistrzostwo (3): 1972, 1974, 2000.

- Puchar Algierii[2]:
  - finał (3): 1964, 1975, 1976.

## Występy w afrykańskich pucharach
| Sezon | Rozgrywki                 | Runda | Kraj                     | Klub                   | Dom | Wyjazd | Dwumecz      |
| ----- | ------------------------- | ----- | ------------------------ | ---------------------- | --- | ------ | ------------ |
| 1977  | Puchar Zdobywców Pucharów | 1     | Kenia                    | Luo Union FC           | 2–0 | 0–1    | 2–1          |
| 1977  | Puchar Zdobywców Pucharów | 2     | Egipt                    | Al-Ittihad Aleksandria | 1–0 | 1–3    | 2–3          |
| 1992  | Puchar Mistrzów           | 1     | Niger                    | Sahel SC               | 2–0 | 1–2    | 3–2          |
| 1992  | Puchar Mistrzów           | 2     | Egipt                    | Ismaily SC             | 1–0 | 0–1    | 1–1 (k. 2–3) |
| 2001  | Puchar CAF                | 1     | Sudan                    | Al-Merreikh Omdurman   | 1–0 | 2–1    | 3–1          |
| 2001  | Puchar CAF                | 2     | Wybrzeże Kości Słoniowej | Africa Sports National | 1–0 | 0–1    | 1–1 (k. 5–6) |

## Stadion
Domowe mecze klub rozgrywa na stadionie o nazwie Stadion Mohameda Hamlaoui w Konstantynie. Stadion może pomieścić 50000 widzów.